# 奥華子 vol.1 - vol.4
「奥華子 vol.1 - vol.4」（おくはなこ -）は、奥華子の自主制作シングル。

## 解説
vol.1が2004年2月11日に販売開始されてから、約1年にわたりvol.4まで制作された。
当時、路上ライブ等の会場で販売され、あくまでも自主制作なのでレーベルにより管理されておらず、正式な規格番号（下段の付番は便宜的なもの）の付番もない。収録作品そのものは、当時の所属事務所（日音アーティスト）を経由してJASRACに出版社作品届が提出されているため、楽曲はJASRACで管理されている。
現在でも入手できる彼女の貴重なインディーズ時代の音源であるが、当時から現時点でも商用流通網には流れておらず、通常のCDショップなどでは購入できない。奥華子公式サイトからのみの販売となっている。定価500円（税込）。
この自主制作シリーズの楽曲は、現時点でメジャーにて再録音及び再リリースされていない楽曲も多く含まれている。Vol3の初回限定盤は、500枚＋αのみ手焼きで生産され即日完売したもの。「サンタに願いを」は、その初回盤のみに収録されている。

## 構成・収録曲
（）内は他の収録作品名称（リリース順）
- 奥華子vol.1（2004年2月11日）GUREM-0001
  - 雲よりも遠く (vol.best)
  - 鳥と雲と青 (やさしい花の咲く場所、もちろん一人で弾き語り![DVD])
  - 虹色の目 (vol.best、もちろん一人で弾き語り![DVD])
  - そんな気がした (vol.best、コンサート2007春〜TIME NOTE〜 at渋谷C.C.Lemonホール[DVD})
- 奥華子vol.2（2004年4月25日）GUREM-0002
  - 小さな星 (vol.best、小さな星[5th single]、TIME NOTE)
  - 涙の色 (vol.best)
  - 私の右側
  - 愛されていたい (vol.best)
- 奥華子vol.3　初回限定盤（2004年12月25日）通常版（2004年12月27日）GUREM-0003 
  - 伝えたい言葉 (vol.best)
  - 笑った数 (vol.best)
  - 忘れられた記念日
  - その手 (vol.best、コンサート2007春〜TIME NOTE〜 at渋谷C.C.Lemonホール[DVD])
  - (初回限定盤のみ収録) サンタに願いを　(一夜限りのSpecial Session -2010.12.25 Christmas-[DVD])
- 奥華子vol.4（2005年3月20日）GUREM-0004 
  - 笑って笑って (vol.best、コンサート2007春〜TIME NOTE〜 at渋谷C.C.Lemonホール[DVD]、もちろん一人で弾き語り![DVD]、笑って笑って[9th single]、birthday[4th album])
  - 楔－くさび－ (vol.best、もちろん一人で弾き語り![DVD])
  - 自由のカメ (vol.best、はじめてバンドで歌います![DVD])
  - 愛のしずく